# کوتاهی پا مشکلی نیست (فیلم)
نوک پا (به انگلیسی: Tiptoes) فیلمی محصول سال ۲۰۰۳ و به کارگردانی متیو برایت است. در این فیلم بازیگرانی همچون گری الدمن، کیت بکینسیل، متیو مک‌کانهی، پاتریشا آرکت، پیتر دینکلیج، بریجت پاورز، مایکل جی اندرسون، آلکسا نیکلاس، دبی لی کارینگتن ایفای نقش کرده‌اند. 